# 嘉松中路駅
座標: 北緯31度9分58.1秒 東経121度13分10.9秒 / 北緯31.166139度 東経121.219694度
嘉松中路駅（かしょうちゅうろえき）は中華人民共和国上海市青浦区に位置する上海地下鉄17号線の駅である。

## 駅構造

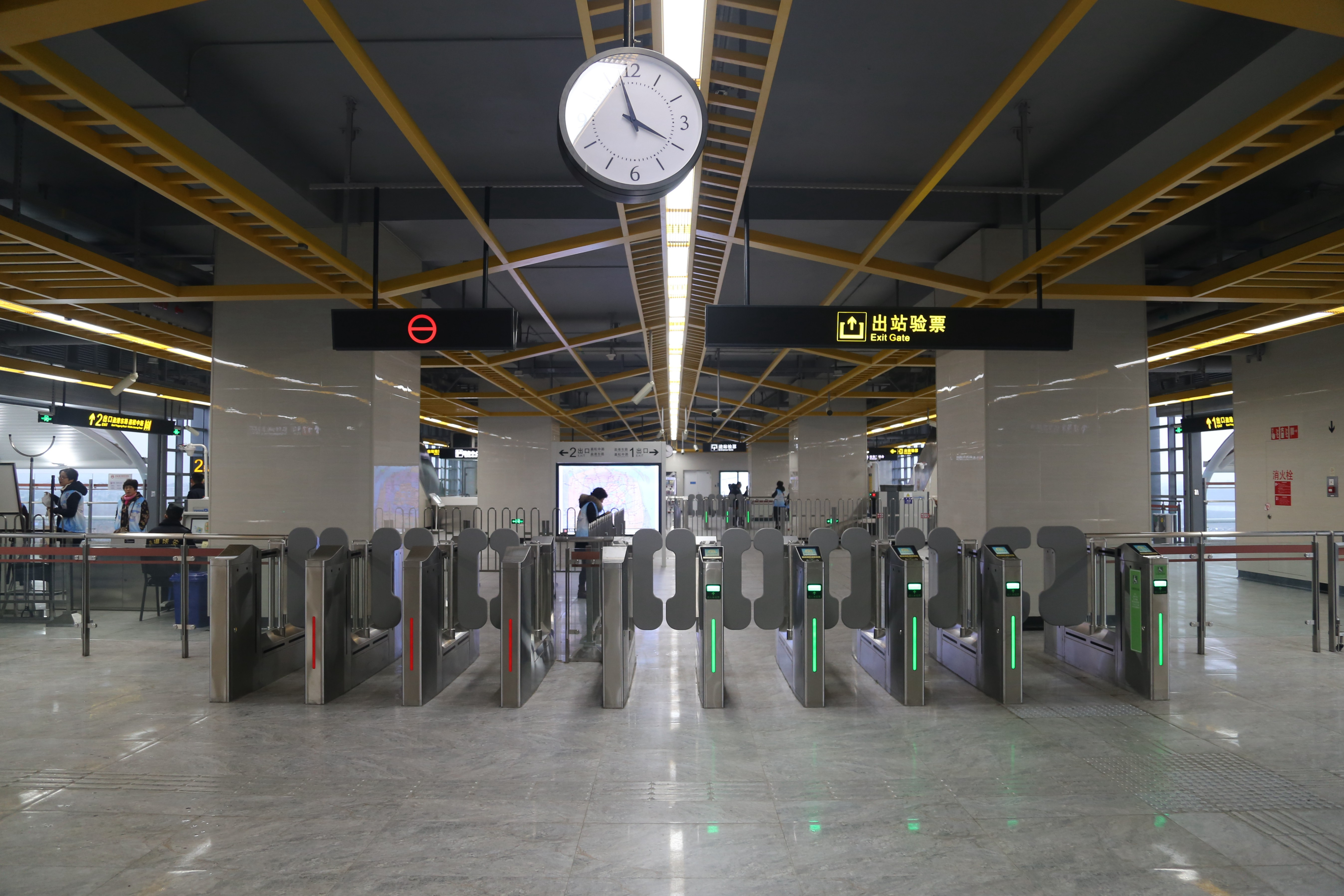
改札口

相対式ホーム2面2線の高架駅。

## 歴史
- 2017年12月30日 - 開業。

## 隣の駅
上海軌道交通
■17号線
徐涇北城駅 - 嘉松中路駅 - 趙巷駅